# Quilty Cone
Der Quilty Cone ist ein Vulkankegel auf der Insel Heard im Archipel der Heard und McDonaldinseln im südlichen Indischen Ozean. Er ist ein Ableger des Macey Cone auf der Laurens-Halbinsel.
Namensgeber ist der australische Geologe Patrick Quilty (1939–2018), leitender Wissenschaftler der Australian Antarctic Division für mehr als 18 Jahre.